# Andrew Granville
Andrew James Granville es un matemático británico, que trabaja en el área de la teoría de números.
Es miembro de la facultad de matemática de la Universidad de Montreal desde 2002. Antes de llegar a Montreal fue profesor de matemáticas en la Universidad de Georgia, desde 1991 hasta 2002. Además fue vocero en 1994 del Congreso Internacional de Matemáticos, junto con el Dr. Carl Pomerance, también de la Universidad de Georgia.
Granville recibió la Licenciatura de Arte con honores en 1983, y su Certificado de Estudios Avanzados (con distinciones) en 1984, en el Trinity College, de la Universidad de Cambridge.
Hizo su doctorado en la Universidad de Queen en 1987 y fue invitado a la Sociedad Real de Canadá en 2006.
Granville trabaja principalmente en teoría de números, en particular en la teoría de números analítica. Junto con Carl Pomerance y W. R. (Red) Alford probó la infinitud de los números de Carmichael en 1994. Esta demostración fue publicada en la revista Annals Math. bajo el título de There are infinitely many Carmichael numbers (Hay infinitamente muchos números de Carmichael), y se basó en la conjetura dada por Paul Erdős.
En 2008, ganó el Premio Chauvenet otorgado por la Asociación Matemática de América por el paper It is easy to determine whether a given integer is prime (Es fácil determinar cuándo un número dado es primo)